# Lublin
Lublin (uitspraak: [ˈlublʲin], ong. loeblien) is een stad in het oosten van Polen, de hoofdstad van het naar de stad genoemde woiwodschap (provincie) Lubelskie. Lublin is de grootste stad ten oosten van de Wisła, zo'n 150 km ten zuidoosten van de hoofdstad Warschau en 180 km ten noordwesten van de Oekraïense stad Lviv. Het is een belangrijk industrieel, administratief, cultureel en wetenschappelijk centrum.
Lublin is sinds 1805 de zetel van een rooms-katholiek bisschop, al heeft de stad ook een orthodoxe en Grieks-katholieke minderheid.
De stad heeft meerdere universiteiten, waaronder de Maria Curie-Skłodowska Universiteit (UMCS) en de Katholieke Universiteit Lublin (KUL). Deze laatste universiteit was de enige onafhankelijke universiteit in het Oostblok. Karol Wojtyła was aan de KUL verbonden toen hij in 1978 tot paus Johannes Paulus II gekozen werd.
Binnen de stadsgrenzen bevindt zich het terrein van het voormalige concentratie- en vernietigingskamp Majdanek.

## Geschiedenis
In de 6e eeuw ontstonden er op de locatie van het huidige Lublin verschillende nederzettingen, waar men zich bezighield met handel en nijverheid. De eerste gedateerde vermelding van de naam Lublin is uit 1198, in een kerkelijk document over de vestiging van een aartsdiakenschap van het bisdom Kraków.

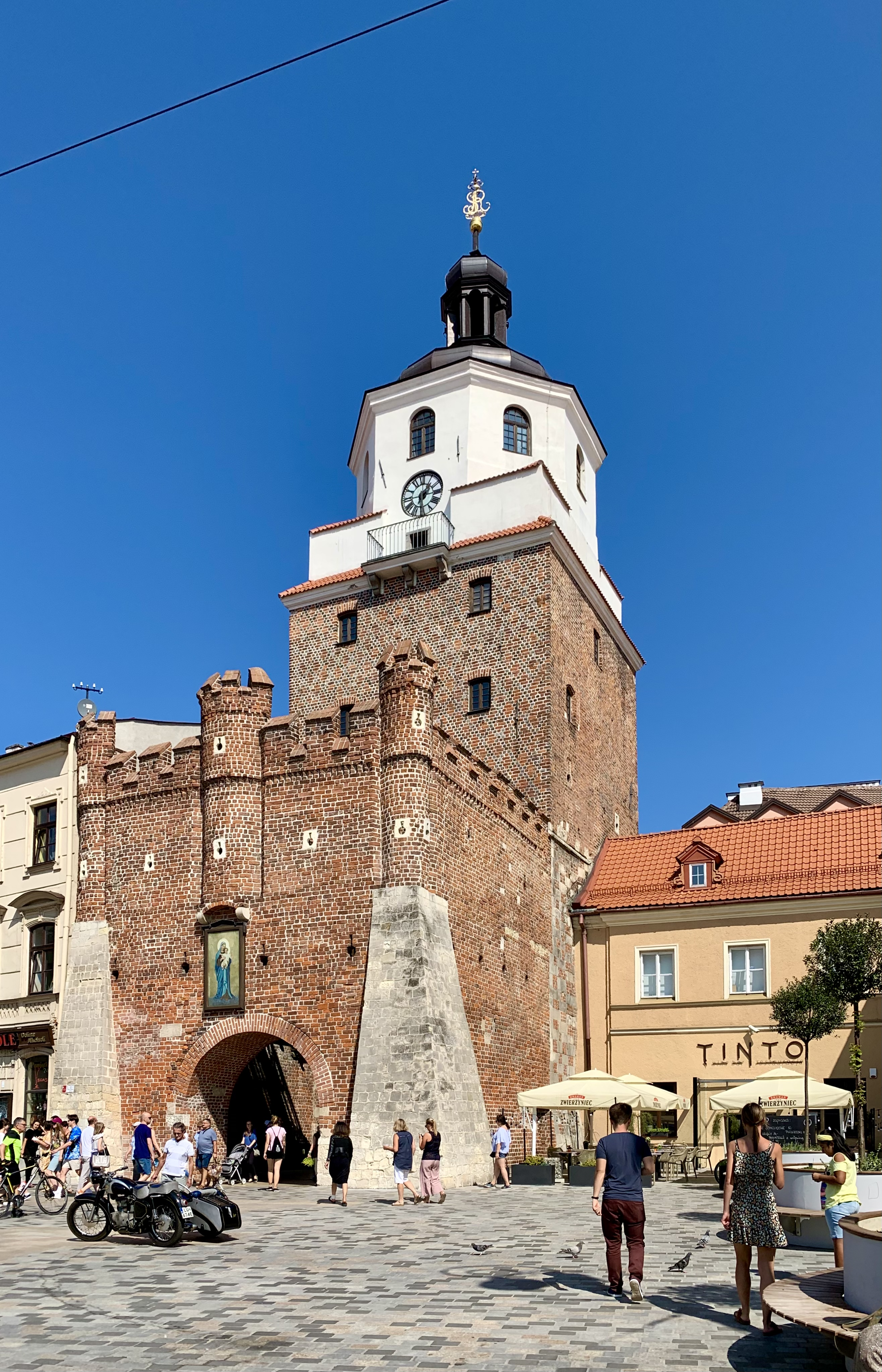
Krakause Poort (Brama Krakowska)

Lublin verkreeg in 1317 stadsrechten van hertog Władysław IV Łokietek (vanaf 1320 koning Władysław I Łokietek).
Om de stad en de rest van Polen te beschermen tegen Tataarse, Litouwse en Roetheense aanvallen uit het oosten, kreeg Lublin in 1341 op bevel van Casimir de Grote verdedigingswerken zoals stadswallen en een slot. Het stapelrecht dat Lublin in 1392 kreeg, zorgde ervoor dat de stad kon uitgroeien tot een belangrijk centrum in de handel tussen Polen en Litouwen.
Competitie tussen christelijke en joodse burgers leidde er in 1535 toe dat Lublin van de koning het recht kreeg joden niet te tolereren (Privilegium de non tolerandis Judaeis). Hierop vormden de joden een eigen kwartier buiten de stadsmuren, waar ze dan weer geen christenen moesten tolereren (Privilegium de non tolerandis Christianis, 1568). Dit arrangement bleef nog lange tijd bestaan.
In 1569 werd hier de Unie van Lublin gesloten, waarbij Polen en Litouwen verenigd werden in een adelsrepubliek met een gekozen koning. Het belang van Lublin werd vergroot door de vestiging in deze stad van het Kroontribunaal, de hoogste rechtssprekende instantie voor de adel in Klein-Polen (Małopolska). (Het enige andere Kroontribunaal, dat voor Groot-Polen (Wielkopolska), stond in Piotrków, tegenwoordig Piotrków Trybunalski.)
Na de Derde Poolse Deling kwam Lublin van 1795 tot 1809 onder Oostenrijks bestuur. Hierna maakte het enkele jaren deel uit van het Hertogdom Warschau van Napoleon, vanaf 1815 van het door het Congres van Wenen ingestelde Koninkrijk Polen (ook wel Congres-Polen genoemd), dat in personele unie verbonden was met het Russische keizerrijk. Na de Eerste Wereldoorlog behoorde Lublin tot de onafhankelijke staat Polen. Het was enkele dagen de zetel van de eerste regering van deze staat. Ook na de Tweede Wereldoorlog vervulde Lublin korte tijd de functie van hoofdstad: van augustus 1944 tot januari 1945 zetelde hier het door de Sovjets gesteunde Pools Comité van Nationale Bevrijding (Polski Komitet Wyzwolenia Narodowego).
Aan het eind van de 18e eeuw werd Lublin het centrum van het Poolse chassidisme, mede onder invloed van de tsaddik Jacob Isaäc Horowitz, bijgenaamd de 'Ziener uit Lublin'. In de jaren tussen de twee wereldoorlogen was bijna veertig procent van de bevolking van Lublin joods. Tijdens de Duitse bezetting werd hier het hoofdkwartier gevestigd van de Aktion Reinhard, een project om de industriële massamoord te organiseren op de Europese joden. De joodse bevolking van de stad zelf was in het getto van Lublin geplaatst. In totaal woonden er hierin ongeveer 34.000 mensen. De bewoners waren vooral joden, maar toch woonden er ook enkele Roma's in het getto. Het grootste deel van de joodse bevolking van Lublin is omgekomen in de vernietigingskampen in Bełżec en Majdanek. Uiteindelijk overleefden maar 230 joden de Tweede Wereldoorlog.

## Verkeer en vervoer
- Station Lublin
- Station Lublin-Zemborzyce

## Stedenband
- Windsor (Canada)
- Delmenhorst (Duitsland)
- Tilburg (Nederland)

## Geboren in Lublin
- Henryk Wieniawski (1835-1880), violist en componist
- Johann Zukertort (1842-1888), schaker
- Julia Hartwig (1921-2017), dichteres, essayiste, vertaalster en kinderboekenschrijfster
- Władysław Żmuda (1954), voetballer
- Jacek Bąk (1973), voetballer
- Arkadiusz Onyszko (1974), voetballer

## Afbeeldingen

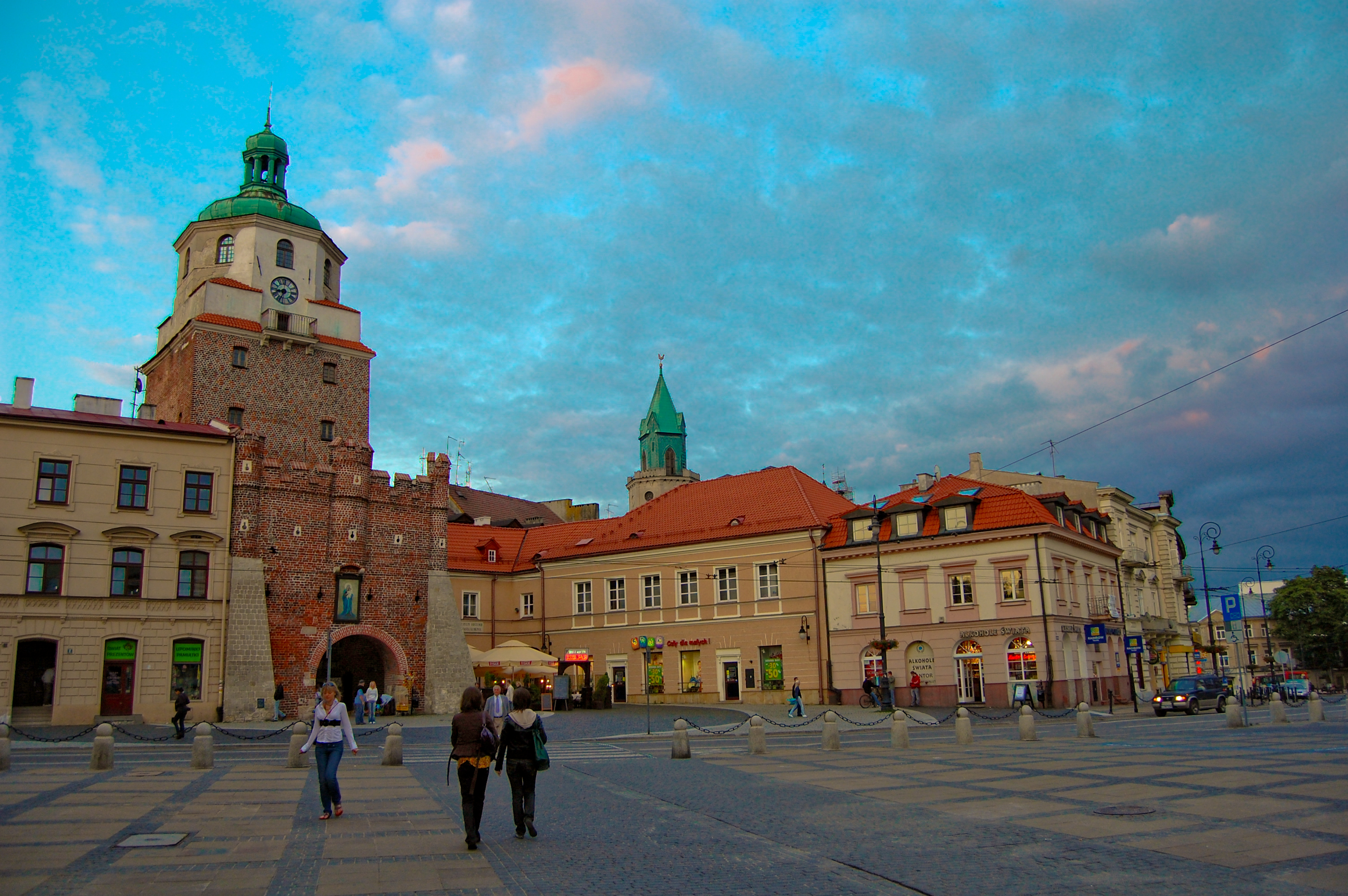
Oude Stad van Lublin
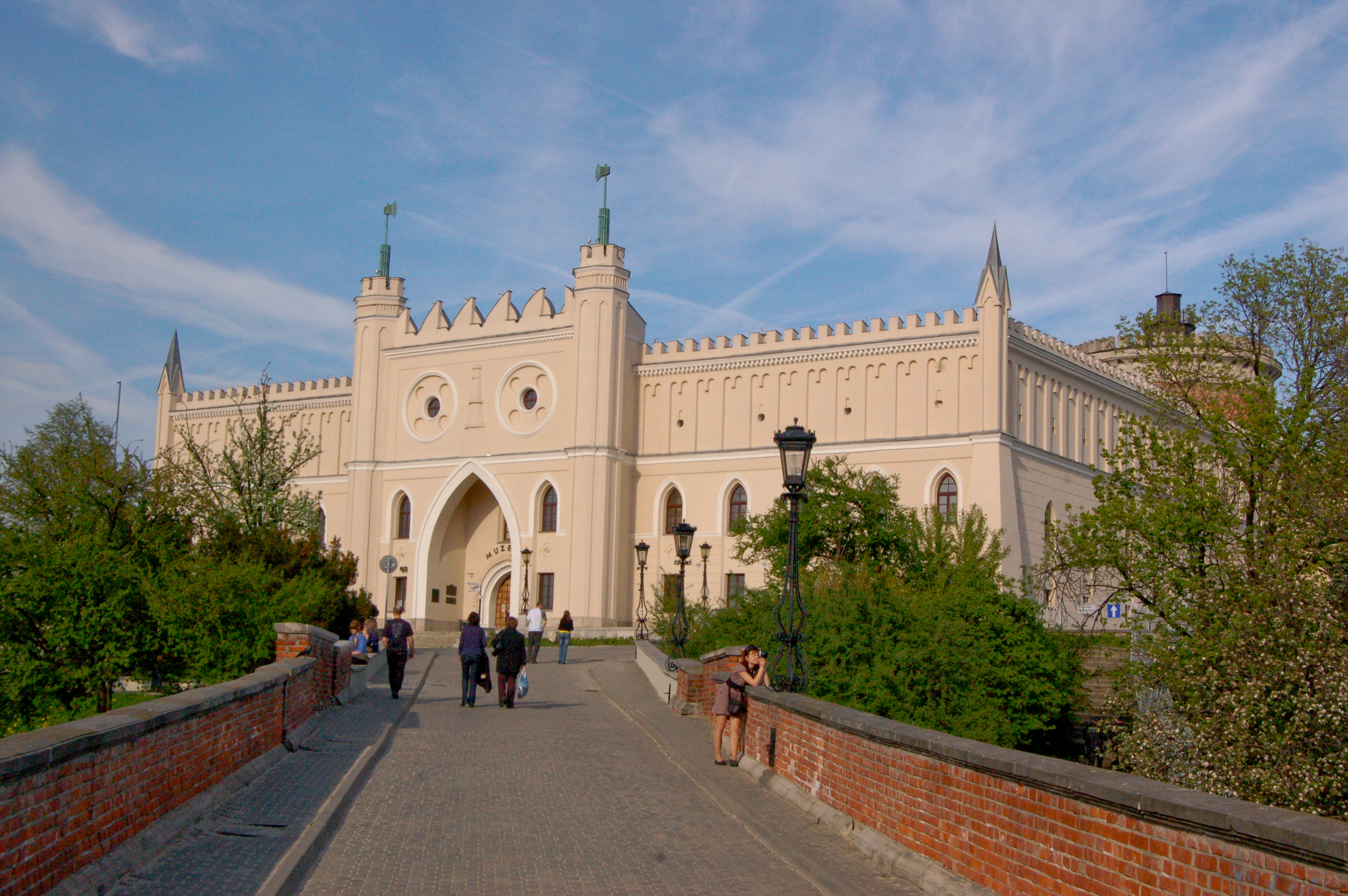
Koninklijk Paleis
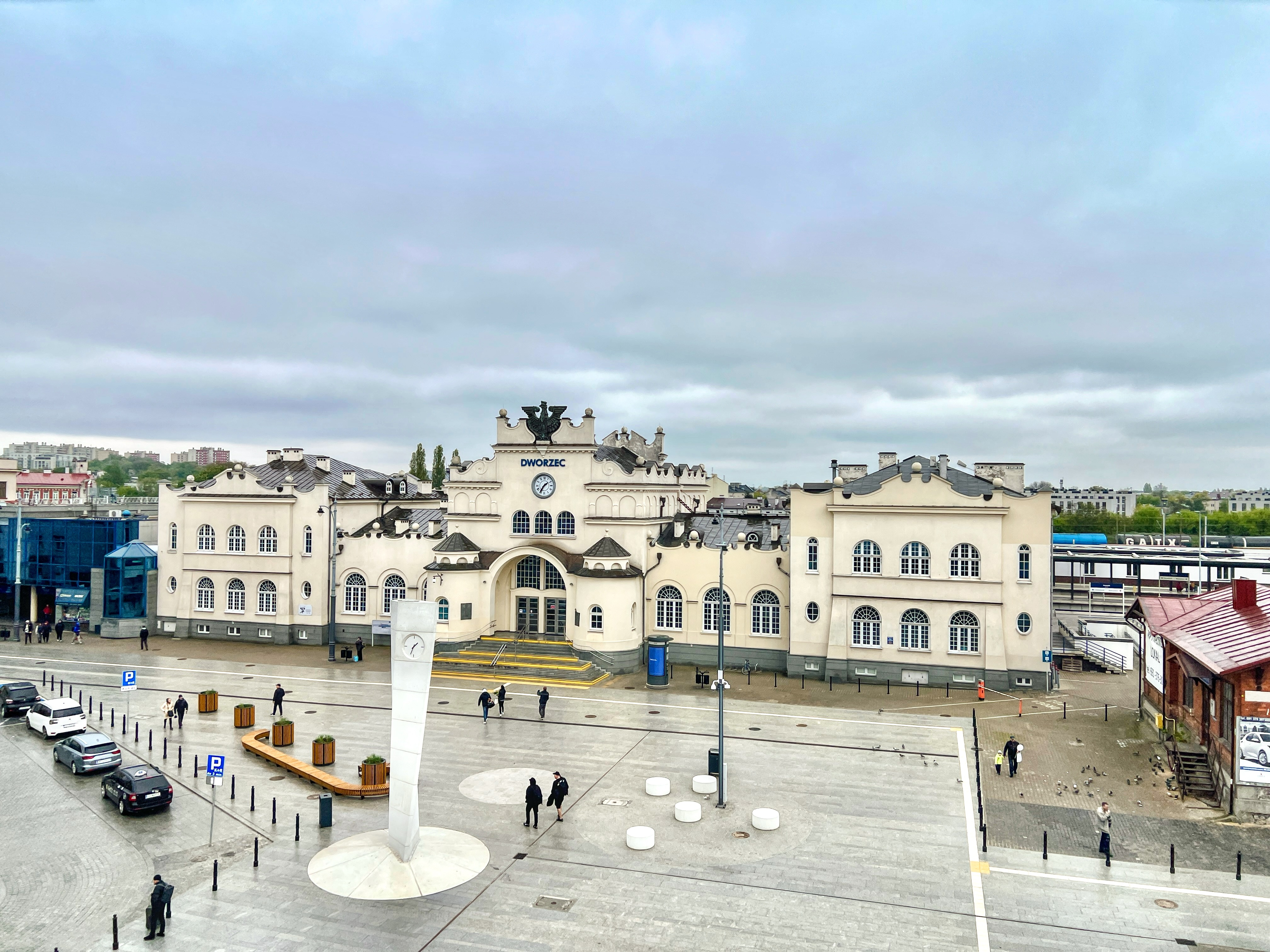
Centraal Station van Lublin
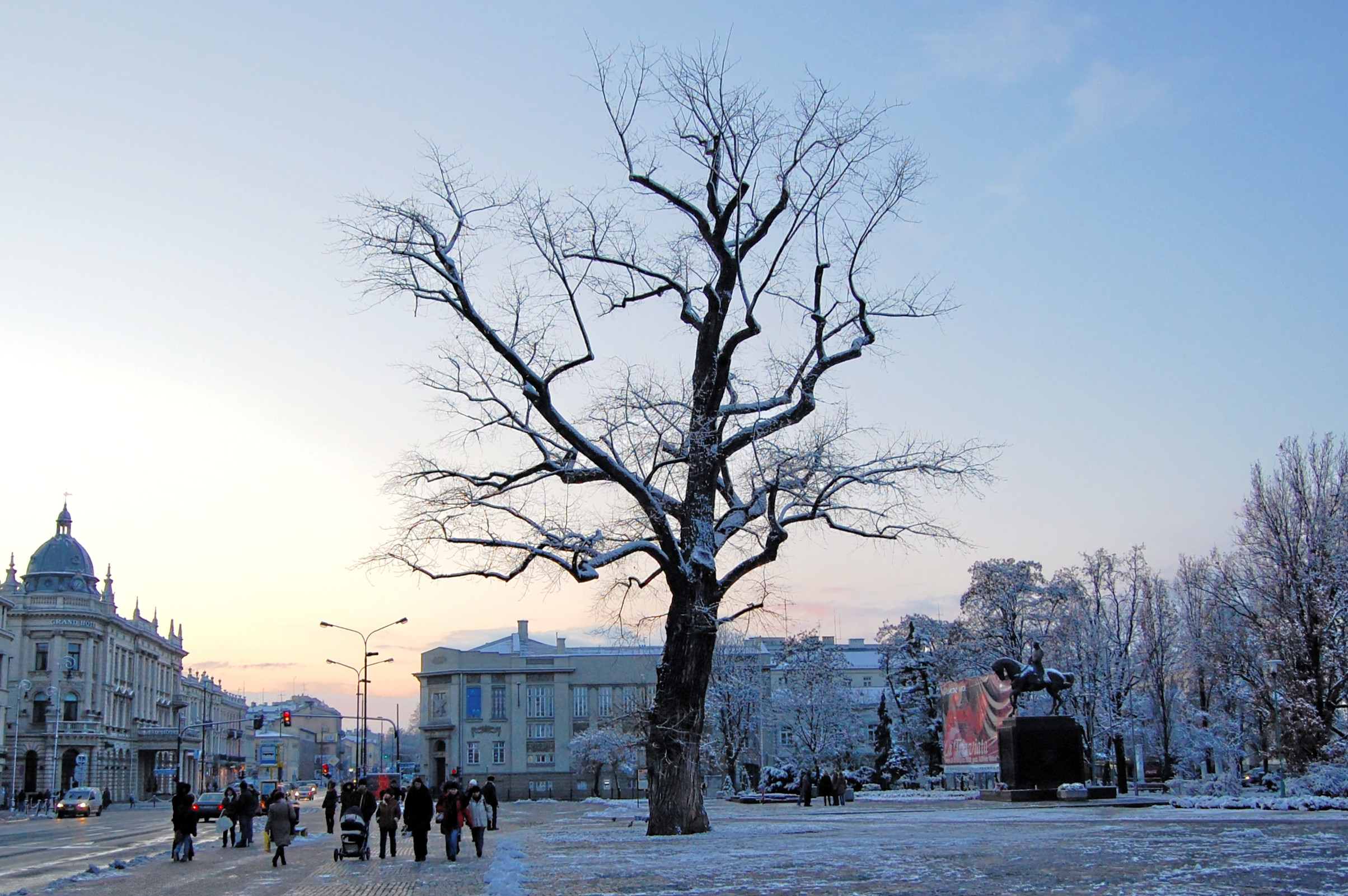
Winter in Lublin
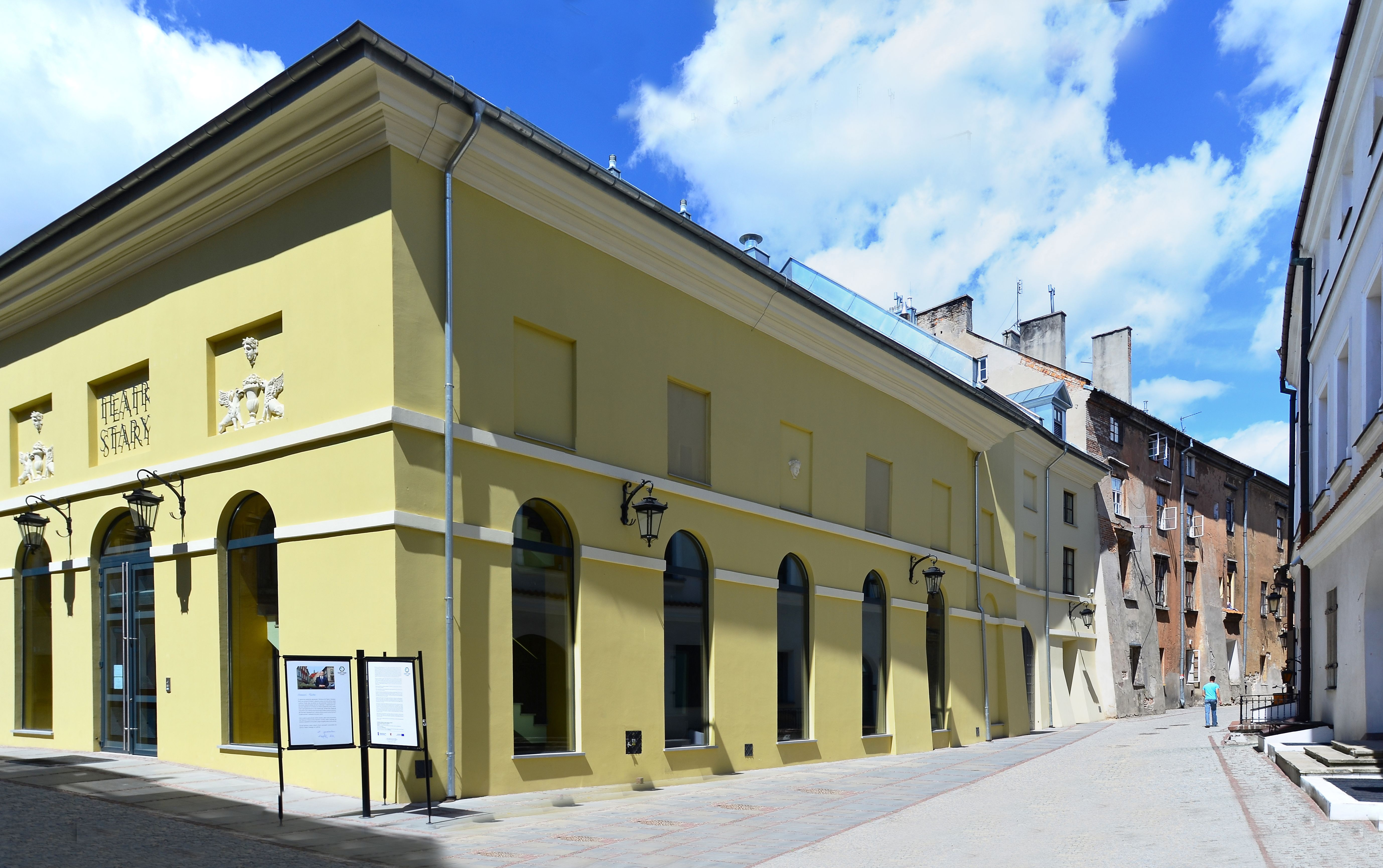
Theater van Lublin
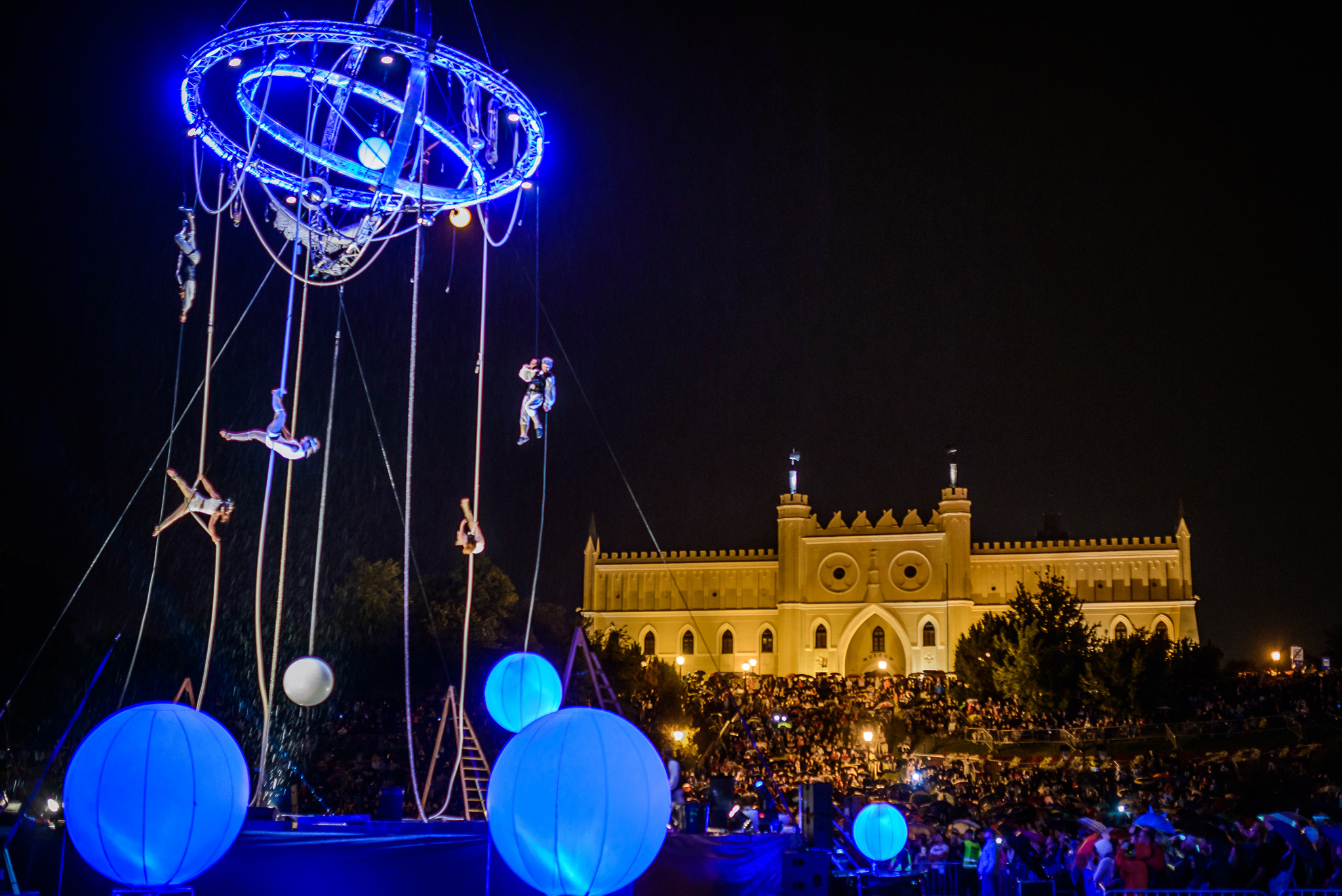
Lublin bij nacht
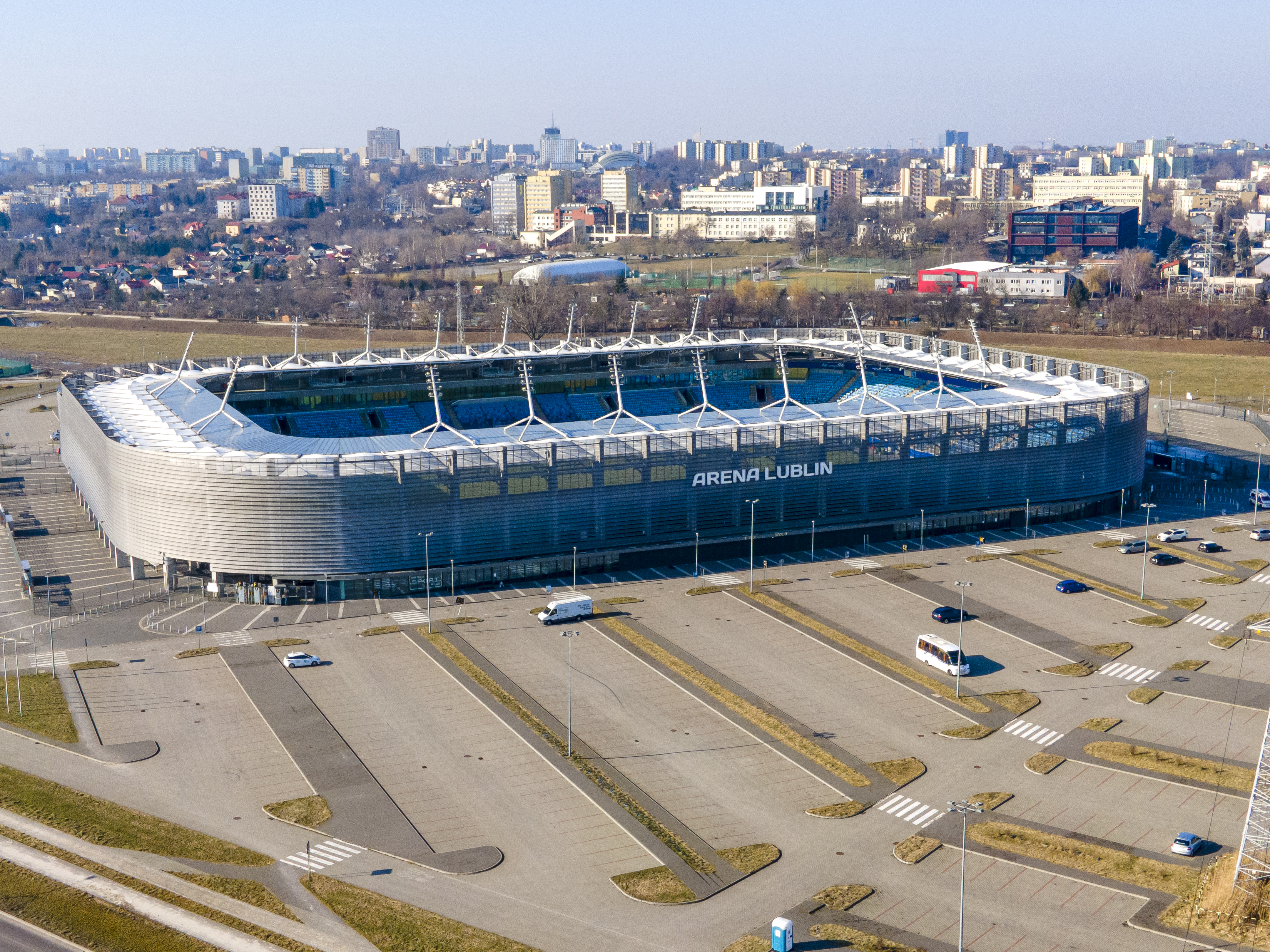
Arena Lublin